# Teresa de Lara
María Teresa de Lara Carbó, née le 13 décembre 1942, est une femme politique espagnole membre du Parti populaire (PP).
Elle est élue députée de la circonscription de Madrid lors des élections générales de mars 1996.

## Biographie

### Formation
Elle est titulaire d'une licence en chimie et diplômée en économie.

### Carrière politique
Elle a été à trois reprises présidente de commission parlementaire.
Le 3 mars 1996, elle est élue députée pour la circonscription de Madrid au Congrès des députés et réélue à chaque scrutin depuis lors. En tant que doyenne de l'assemblée, elle préside le bureau d'âge du Congrès et se charge de conduire les sessions constitutives de la XIe et de la XIIe législature.